# Bédée
Ne doit pas être confondu avec Bande dessinée.
Bédée est une commune française située dans le département d'Ille-et-Vilaine, en région Bretagne, peuplée de 4 571 habitants.
La commune de Bédée est labellisée Village étape depuis 2009.

## Géographie

### Localisation
Bédée est une commune d'Ille-et-Vilaine qui se situe dans le canton de Montfort-sur-Meu. Elle dépend de l'arrondissement de Rennes.
Elle se situe à 20 km de Rennes au nord-ouest, sur l'axe routier RN 12 (l'axe Rennes-Brest).
| La Chapelle du Lou du Lac | Irodouër         | Romillé    |

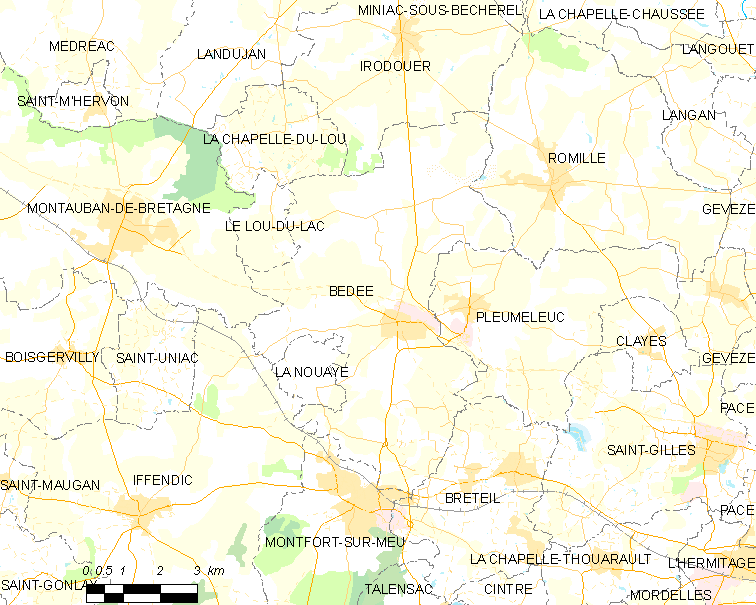
Carte de la commune de Bédée.

| Montauban-de-Bretagne     | Bédée            | Pleumeleuc |
| Iffendic, La Nouaye       | Montfort-sur-Meu | Breteil    |

### Hydrographie
Pour un article plus général, voir Réseau hydrographique d'Ille-et-Vilaine.
La commune se trouve intégralement dans le bassin de la Vilaine et dans le sous-bassin du Meu, au sein du bassin Loire-Bretagne. Elle est drainée par la Vaunoise, le Garun, le Pont Bernard, le ruisseau du Bas Cutelou et le ruisseau du Pont ès pies, et un autre petit cours d'eau,.
La Vaunoise, d'une longueur de 33 km, prend sa source dans la commune de Irodouër et se jette  dans le Meu à Bréal-sous-Montfort, après avoir traversé onze communes. 
Le Garun, d'une longueur de 30 km, prend sa source dans la commune de Loscouët-sur-Meu et se jette  dans le Meu à Montfort-sur-Meu, après avoir traversé onze communes. 
Le ruisseau de la Ville Marchand passe au tripoint entre Bédée, Iffendic et La Nouaye.

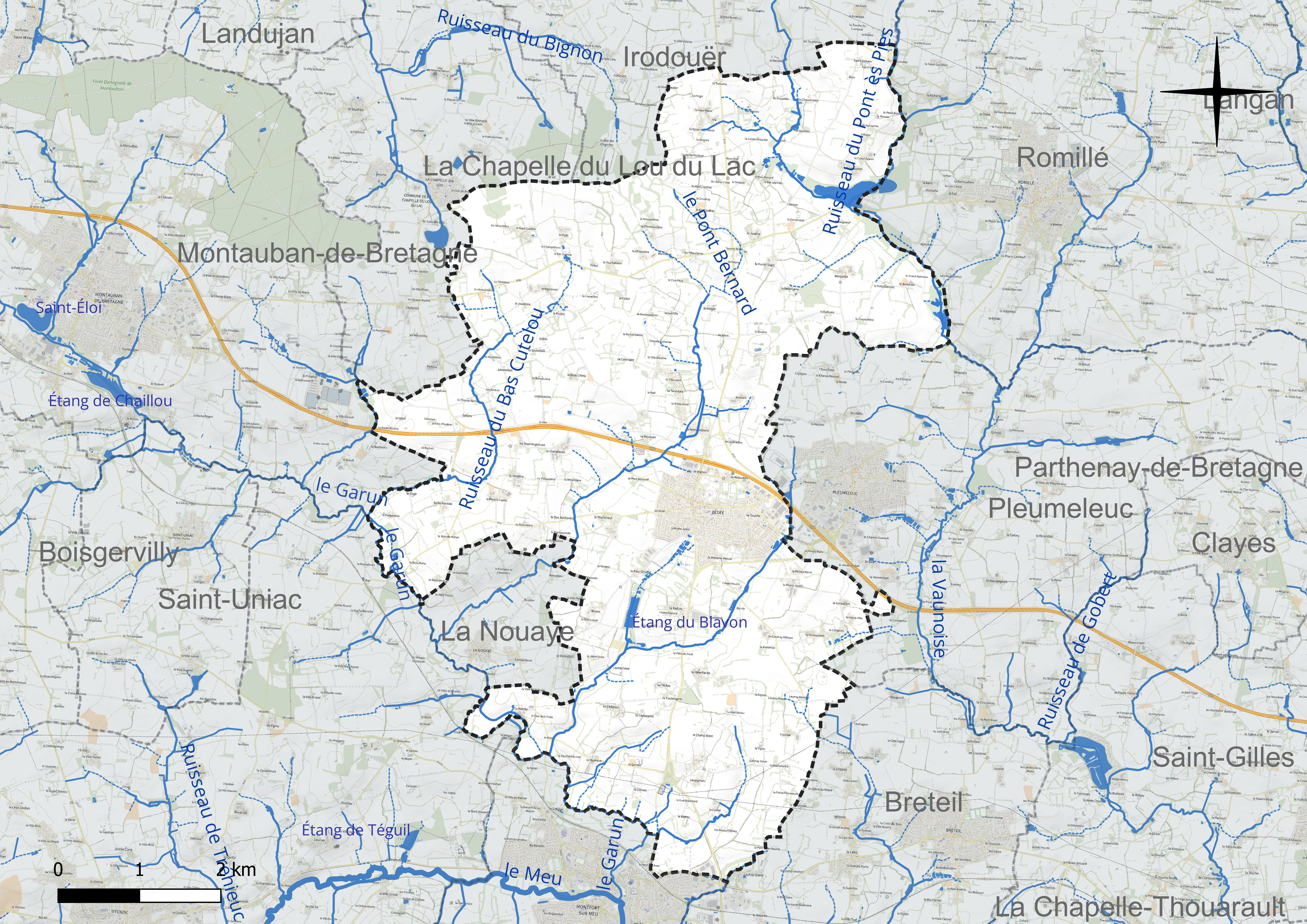
Réseau hydrographique de Bédée.

Deux plans d'eau complètent le réseau hydrographique : l'étang de la Perronnaye, d'une superficie totale de 16,7 ha (12,88 ha sur la commune) et l'étang du Blavon (3,73 ha),.

### Climat
Pour des articles plus généraux, voir Climat de la Bretagne et Climat d'Ille-et-Vilaine.
En 2010, le climat de la commune est de type climat océanique altéré, selon une étude du CNRS s'appuyant sur une série de données couvrant la période 1971-2000. En 2020, Météo-France publie une typologie des climats de la France métropolitaine dans laquelle la commune est exposée à un climat océanique et est dans la région climatique  Bretagne orientale et méridionale, Pays nantais, Vendée, caractérisée par une faible pluviométrie en été et une bonne insolation. Parallèlement l'observatoire de l'environnement en Bretagne publie en 2020 un zonage climatique de la région Bretagne, s'appuyant sur des données de Météo-France de 2009. La commune est, selon ce zonage, dans la zone « Intérieur Est », avec des hivers frais, des étés chauds et des pluies modérées.  
Pour la période 1971-2000, la température annuelle moyenne est de 11,4 °C, avec une amplitude thermique annuelle de 12,5 °C. Le cumul annuel moyen de précipitations est de 721 mm, avec 12,5 jours de précipitations en janvier et 6,7 jours en juillet. Pour la période 1991-2020, la température moyenne annuelle observée sur la station météorologique la plus proche, située sur la commune du Rheu à 14 km à vol d'oiseau, est de 12,2 °C et le cumul annuel moyen de précipitations est de 720,4 mm,. Pour l'avenir, les paramètres climatiques de la commune estimés pour 2050 selon différents scénarios d'émission de gaz à effet de serre sont consultables sur un site dédié publié par Météo-France en novembre 2022.

## Urbanisme

### Typologie
Au 1er janvier 2024, Bédée est catégorisée petite ville, selon la nouvelle grille communale de densité à sept niveaux définie par l'Insee en 2022.
Elle appartient à l'unité urbaine de Bédée, une agglomération intra-départementale regroupant deux  communes, dont elle est ville-centre,,. Par ailleurs la commune fait partie de l'aire d'attraction de Rennes, dont elle est une commune de la couronne,. Cette aire, qui regroupe 183 communes, est catégorisée dans les aires de 700 000 habitants ou plus (hors Paris),.

### Occupation des sols
L'occupation des sols de la commune, telle qu'elle ressort de la base de données européenne d'occupation biophysique des sols Corine Land Cover (CLC), est marquée par l'importance des territoires agricoles (95,9 % en 2018), en diminution par rapport à 1990 (97,1 %). La répartition détaillée en 2018 est la suivante : terres arables (46,5 %), zones agricoles hétérogènes (33,9 %), prairies (15,5 %), zones urbanisées (2,8 %), zones industrielles ou commerciales et réseaux de communication (1,4 %). L'évolution de l'occupation des sols de la commune et de ses infrastructures peut être observée sur les différentes représentations cartographiques du territoire : la carte de Cassini (XVIIIe siècle), la carte d'état-major (1820-1866) et les cartes ou photos aériennes de l'IGN pour la période actuelle (1950 à aujourd'hui).

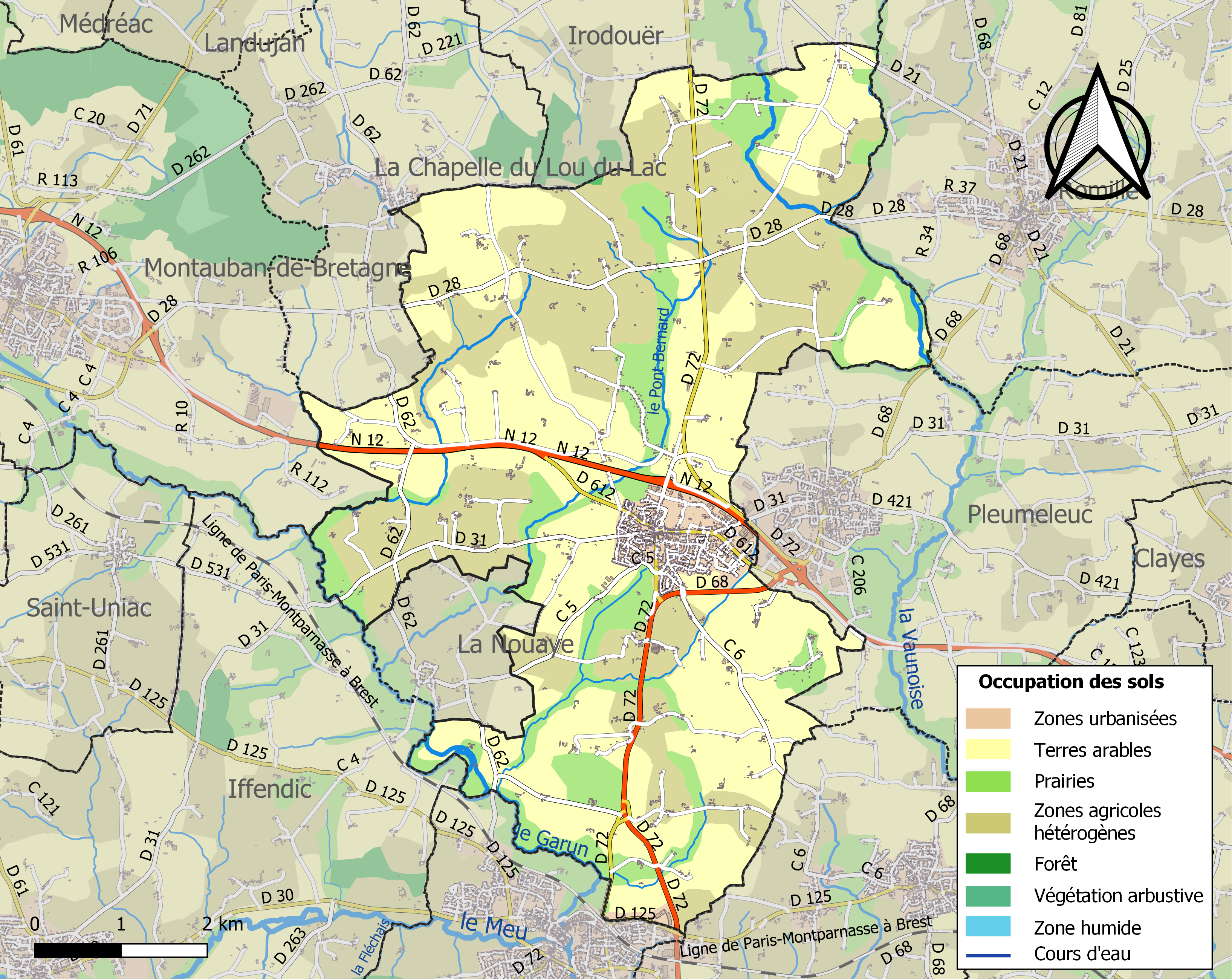
Carte des infrastructures et de l'occupation des sols de la commune en 2018 (CLC).

## Toponymie
Le nom de Bédée viendrait du gaulois bedo (« fosse ») ou betu (« bouleau ») et du suffixe -iscum.
La transcription du nom a varié : Bedesc (1120), Bédec (1187), Bedensi (1152), Bidisco (1122), Bedesio (1158), Bédiscum (1330).
C'est à partir du XVe siècle que le nom de Bédée est apparu dans sa forme actuelle.

## Histoire

### Préhistoire
Pendant la Préhistoire, des hommes ont vécu sur le territoire actuel de Bédée. En effet, des outils préhistoriques ont été retrouvés (exemple : hache polie) dans les villages de la Morinais, la Rioulais et la Motte Besnard.
Des fouilles archéologiques ont été réalisées en 2011 sur le site de la ZAC du Pont aux Chèvres et ont permis de relever un site datant de l'âge du Bronze.

### L'époque gallo-romaine
À l'époque gallo-romaine, des hommes vivaient aussi sur le territoire de Bédée. Des fouilles ont permis de mettre au jour des céramiques, des vases, des poteries et surtout une statuette de déesse en terre cuite rouge, au village de la Métairie Neuve.

### Moyen Âge
C'est à partir du Xe siècle que les mottes féodales se développent. C'étaient les premiers châteaux, construits en bois et en hauteur sur un monticule de terre. On retrouve une de ces mottes féodales à l'entrée de l'agglomération : la Motte Jubin.
En 1122, Donoald, évêque d'Aleth, donne le prieuré de Bédée aux moines de l'abbaye Saint-Melaine de Rennes. Il deviendra une paroisse, dirigée politiquement par les seigneurs de Montfort-sur-Meu, qui relèveront les taxes et feront la justice.

### Temps modernes
Le seigneur Charles de Botherel, conseiller au parlement de Bretagne, procureur général syndic aux États de Bretagne (1720-1753), proclame la ville de Bédée indépendante en 1715. En 1744, il devient le seigneur de Bédée.
Pour témoigner de sa prospérité, la ville de Bédée connaît un fort développement des manoirs et châteaux à cette époque (le manoir du Blavon détruit en 1930).

### Révolution française
La population de la commune est favorable aux changements apportés par la Révolution française, surtout après la fin de la Terreur. La principale fête révolutionnaire est celle célébrant l'anniversaire de l'exécution de Louis XVI, accompagnée d'un serment de haine à la royauté et à l'anarchie, fêtée à partir de 1795.

### LeXXesiècle

#### La Seconde Guerre mondiale
La 12ème Compagnie du 3ème Bataillon F.F.I. d'Ille-et-Vilaine est constituée le 6 août 1944 sous les ordres du capitaine Jubin et installe ses quartiers au Monterfil et à Paimpont (elle est baptisée Henri Moras, pour honorer cet homme abattu en service à l'entrée de Paimpont par un officier SS qui fuyait se cacher en forêt). Tous les groupes qui en sont membres avaient, avant cette date, déjà participé à des actions de sabotage et à des embuscades contre des convois allemands. Elle reçut comme mission le nettoyage de la présence allemande en forêt de Paimpont, en coopération avec l'armée américaine. Sur les 800 Allemands faits prisonniers en Forêt de Paimpont, environ 350 le furent par la 12e compagnie FFI et furent remis aux Américains ou convoyés au camp de prisonniers de Vezin-le-Coquet.

### Héraldique
| Blason | Blasonnement : D'argent à trois rencontres de cerfs de gueules. |

## Économie

### Tourisme
La gestion du tourisme de Bédée est confiée par Montfort Communauté à l'office de tourisme du pays de Montfort.
La ville dispose d'établissements d'hôtellerie, de restauration et d'un camping.
Le marché a lieu le samedi matin tout le long de l'année.
Depuis juin 2009, Bédée est un village étape.

## Démographie
L'évolution du nombre d'habitants est connue à travers les recensements de la population effectués dans la commune depuis 1793. Pour les communes de moins de 10 000 habitants, une enquête de recensement portant sur toute la population est réalisée tous les cinq ans, les populations de référence des années intermédiaires étant quant à elles estimées par interpolation ou extrapolation. Pour la commune, le premier recensement exhaustif entrant dans le cadre du nouveau dispositif a été réalisé en 2004.
En 2022, la commune comptait 4 571 habitants, en évolution de +7,55 % par rapport à 2016 (Ille-et-Vilaine : +5,46 %, France hors Mayotte : +2,11 %).
| 1793  | 1800  | 1806  | 1821  | 1831  | 1836  | 1841  | 1846  | 1851  |
| ----- | ----- | ----- | ----- | ----- | ----- | ----- | ----- | ----- |
| 2 667 | 2 442 | 2 513 | 2 709 | 2 586 | 2 563 | 2 540 | 2 543 | 2 665 |

| 1856  | 1861  | 1866  | 1872  | 1876  | 1881  | 1886  | 1891  | 1896  |
| ----- | ----- | ----- | ----- | ----- | ----- | ----- | ----- | ----- |
| 2 627 | 2 512 | 2 510 | 2 550 | 2 574 | 2 594 | 2 571 | 2 574 | 2 445 |

| 1901  | 1906  | 1911  | 1921  | 1926  | 1931  | 1936  | 1946  | 1954  |
| ----- | ----- | ----- | ----- | ----- | ----- | ----- | ----- | ----- |
| 2 408 | 2 410 | 2 288 | 2 089 | 2 180 | 2 163 | 2 079 | 2 051 | 1 822 |

| 1962  | 1968  | 1975  | 1982  | 1990  | 1999  | 2004  | 2006  | 2009  |
| ----- | ----- | ----- | ----- | ----- | ----- | ----- | ----- | ----- |
| 1 707 | 1 745 | 1 986 | 2 726 | 2 970 | 3 296 | 3 442 | 3 587 | 3 992 |

| 2014  | 2019  | 2022  | - | - | - | - | - | - |
| ----- | ----- | ----- | - | - | - | - | - | - |
| 4 085 | 4 417 | 4 571 | - | - | - | - | - | - |

## Monuments et lieux touristiques

### Monuments

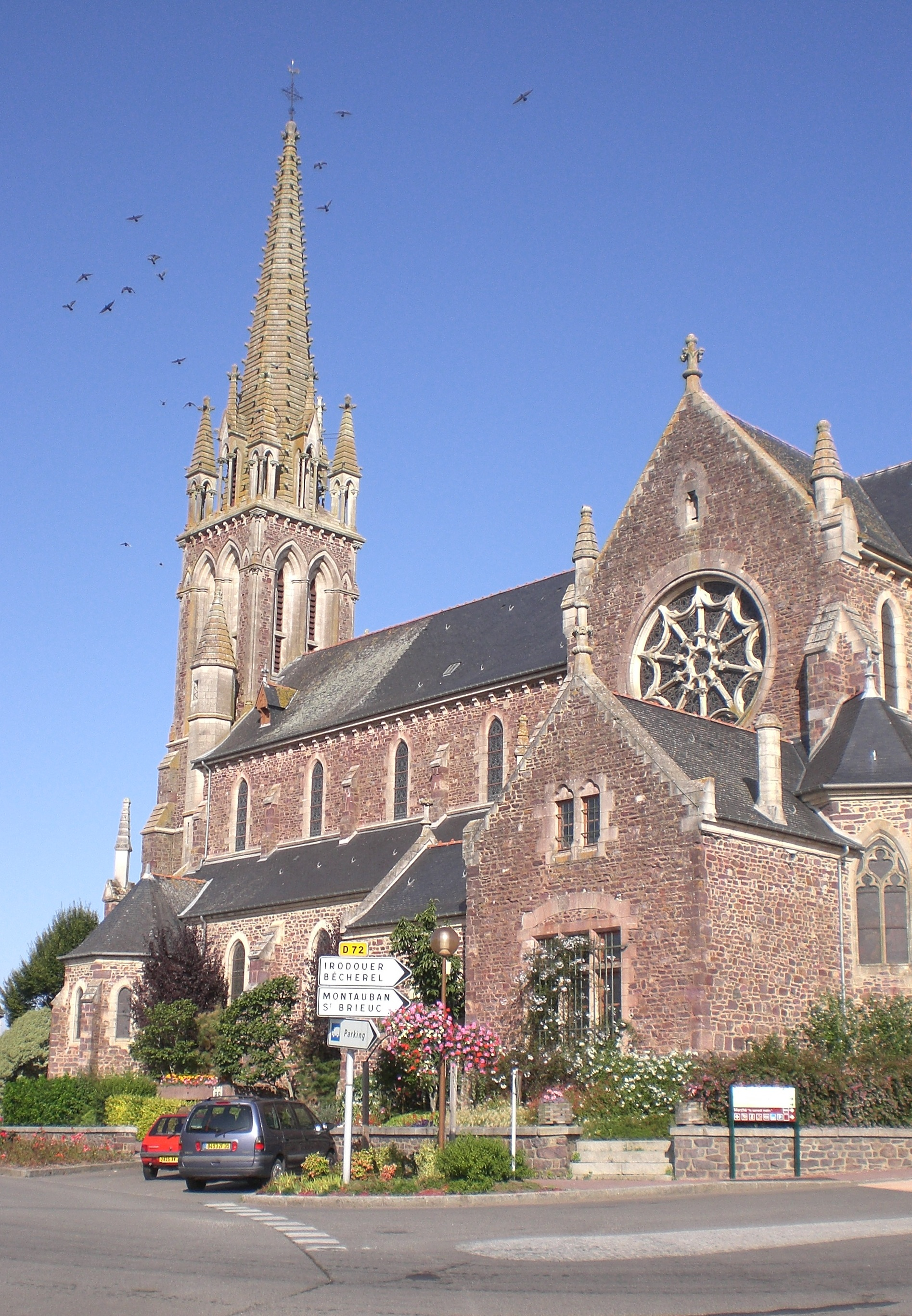
L'église Saint-Pierre-et-Saint-Louis.

L'église Saint-Pierre-et-Saint-Louis actuelle a été construite entre 1885 et 1888 par l'architecte Arthur Regnault.

### Lieux

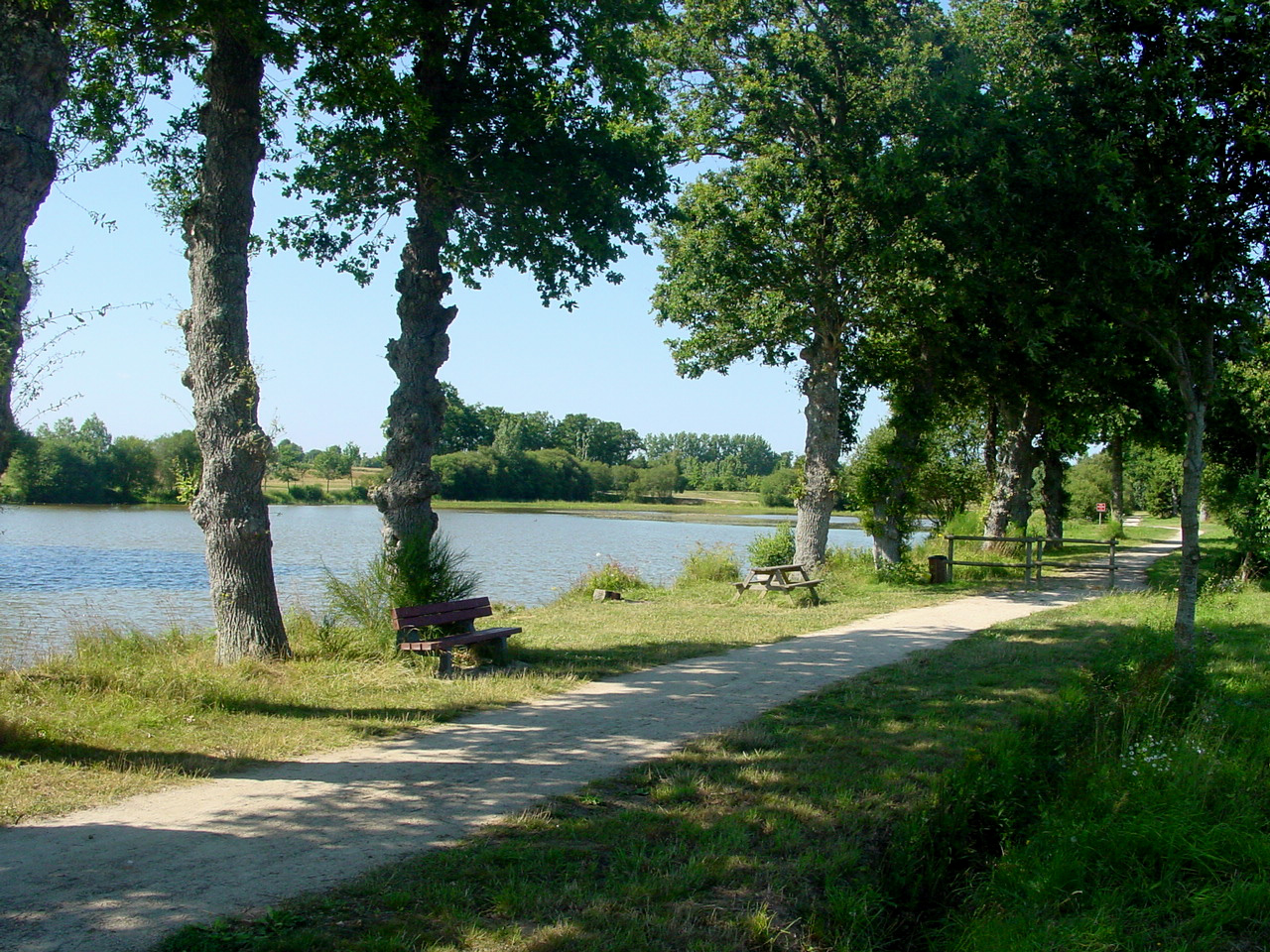
L'étang du Blavon.

L'étang du Blavon est situé à 1,5 km de l'agglomération, il offre aux nombreux pêcheurs et promeneurs, un cadre agréable. Plusieurs sentiers de randonnée permettent la découverte du site et un sentier pédagogique relie l'étang au centre-ville de Bédée.
- « Circuit de la Primaudière ». Le départ se fait place de l'église à Bédée. Le parcours fait 11,5 km pour une durée de 3 h. La plupart des sentiers sont des chemins creux praticables en toutes saisons sans difficulté. Le circuit va à la limite des communes de Pleumeleuc et Breteil.
- « Circuit Nord ». Le départ se fait place de l'église à Bédée. Le parcours va jusqu'en commune d'Irodouër, il fait 14 km pour une durée de 3 h environ.

### Vie culturelle
Un festival de bande dessinée, « Pré en Bulles », se tient à Bédée depuis 2009, à l'initiative de l'association locale Le Chantier,.